# Plutarc d'Atenes
Plutarc d'Atenes (grec antic: Πλούταρχος, llatí: Plutarchus; vers 350 - 430), fill de Nestori, fou un filòsof neoplatònic grec que va dirigir l'escola neoplatònica d'Atenes al començament del segle v. Pels seus coneixements era conegut com a Plutarc el Gran.
Era eclèctic o sincretista i entre els seus deixebles hi havia Sirià d'Alexandria, que després el va succeir al capdavant de l'escola, i Procle de Lícia. Es creu que va seguir a Iàmblic en la seva doctrina de l'eficàcia dels ritus teúrgics per portar a l'home a la comunió amb Déu.
Va escriure alguns comentaris que s'han perdut sobre el Timeu de Plató i el De Anima d'Aristòtil. Va morir a avançada edat, aproximadament el 430, segons diu Suides.